# Chryseococcus longispinus
Chryseococcus longispinus är en insektsart som först beskrevs av John Wyman Beardsley 1964.
Chryseococcus longispinus ingår i släktet Chryseococcus och familjen ullsköldlöss. Inga underarter finns listade i Catalogue of Life.